# Gibina (gmina Razkrižje)
Gibina – wieś w Słowenii, w gminie Razkrižje. W 2018 roku liczyła 251 mieszkańców.